# Anja Pärson
Anja Sofia Tess Pärson (Storuman, 25 aprile 1981) è un'ex sciatrice alpina svedese.
Sciatrice polivalente, è stata l'atleta di punta della nazionale svedese tra gli anni 2000 e i primi anni 2010. Nel suo palmarès vanta, tra l'altro, un oro olimpico, sette ori iridati (a Åre 2007 è diventata il primo sciatore a vincere l'oro iridato in tutte le specialità dello sci alpino), due Coppe del Mondo generali e cinque di specialità. Ha ottenuto 42 vittorie in Coppa del Mondo ed è uno dei pochi atleti ad avere vinto almeno una gara di Coppa del Mondo in ognuna delle specialità dello sci alpino; è stata portabandiera della Svezia durante la cerimonia di apertura dei XX Giochi olimpici invernali di Torino 2006.

## Biografia
Nata a Tärnaby, la stessa località da cui proveniva il fuoriclasse Ingemar Stenmark, Anja Pärson fu avviata allo sci dal padre Anders, che ne fu anche allenatore poiché all'epoca responsabile delle prove tecniche della nazionale svedese femminile. Inizialmente specialista di slalom gigante e slalom speciale, nel corso della sua carriera la sciatrice sviluppò doti da polivalente.

### Stagioni 1997-1999
La Pärson esordì in gare FIS il 23 novembre 1996 a Kiruna, piazzandosi 17ª in slalom speciale, e in Coppa Europa il 7 dicembre 1997 a Piancavallo nella medesima specialità, senza completare la prova. Nel circuito continentale colse il suo primo podio il 23 gennaio 1998 a Schönried, classificandosi 3ª in slalom gigante, e la prima vittoria due giorni dopo a Rogla nella medesima specialità. Vinse la sua seconda e ultima gara di Coppa Europa il 21 febbraio successivo ad Abetone, ancora uno slalom gigante, e a fine stagione risultò vincitrice della classifica di specialità. Sempre nel 1998, ai Mondiali juniores del Monte Bianco, vinse la medaglia d'oro nello slalom gigante e quella di bronzo nello slalom speciale; grazie al successo iridato giovanile poté esordire in Coppa del Mondo nello slalom gigante delle finali di Crans-Montana, il 15 marzo, classificandosi 25ª.
Nella stagione 1998-1999 in Coppa del Mondo ottenne i primi punti nella gara inaugurale di Sölden del 24 ottobre (13ª in slalom gigante) e meno di due mesi dopo la prima vittoria, nonché primo podio, nello slalom speciale disputato a Mammoth Mountain il 3 dicembre. Nella stessa stagione debuttò ai Campionati mondiali, ma a Vail/Beaver Creek 1999 non completò le due gare cui prese parte (slalom gigante e slalom speciale), e vinse un'altra medaglia d'oro ai Mondiali juniores, aggiudicandosi lo slalom speciale della rassegna di Pra Loup/Le Sauze. A fine stagione in Coppa del Mondo, dopo aver ottenuto complessivamente quattro podi, risultò 12ª nella classifica generale e 3ª in quella di slalom speciale.

### Stagioni 2000-2003
Anche nella stagione 1999-2000 in Coppa del Mondo ottenne quattro podi (nessuna vittoria) e fu 3ª nella classifica di slalom speciale, mentre in quella generale entrò per la prima volta tra le prime dieci (8ª). Nella stessa stagione ai Mondiali juniores del Québec vinse altre due medaglie d'oro, nello slalom gigante e nello slalom speciale, e una di bronzo, nel supergigante. Ai Mondiali di Sankt Anton am Arlberg 2001 vinse il suo primo oro iridato, nello slalom speciale, e andò a medaglia (bronzo) anche nell'altra gara cui prese parte, lo slalom gigante. In Coppa del Mondo, dopo aver conquistato sei podi (nessuna vittoria), chiuse la stagione all'11º posto nella classifica generale e al 2º in quella di slalom gigante.
Ai XIX Giochi olimpici invernali di Salt Lake City 2002, suo esordio olimpico, vinse una medaglia in ognuna delle gare cui prese parte: l'argento nello slalom gigante e il bronzo nello slalom speciale. In Coppa del Mondo salì otto volte sul podio (quattro le vittorie) e si piazzò al 3º posto sia nella classifica di slalom gigante, sia in quella di slalom speciale, mentre in quella generale fu 5ª. L'anno dopo ai Mondiali di Sankt Moritz vinse la medaglia d'oro nello slalom gigante e fu 4ª nello slalom speciale. In Coppa del Mondo fu 3ª nella classifica generale, con nove podi (sei le vittorie) e vinse la sua prima coppa di cristallo di specialità, nello slalom gigante; fu anche 2ª nella classifica di slalom speciale.

### Stagioni 2004-2005
Nella stagione 2003-2004 vinse la sua prima Coppa del Mondo generale e si aggiudicò anche i trofei di slalom gigante e di slalom speciale; le sue vittorie quell'anno furono undici, con tredici podi complessivi. L'anno dopo bissò il successo nella classifica generale di Coppa del Mondo grazie anche a undici podi (quattro le vittorie) e fu 2ª nelle classifiche di slalom gigante e di combinata. Quella Coppa assoluta fu vinta dalla Pärson all'ultima gara, con un vantaggio sulla croata Janica Kostelić, sua rivale sportiva per tutta la stagione, di appena tre punti.
Nel 2005 prese parte anche ai Mondiali di Bormio/Santa Caterina Valfurva, dove incrementò il suo palmarès con vincendo la medaglia d'oro sia nel supergigante sia nello slalom gigante; si aggiudicò inoltre la medaglia d'argento nella combinata, mentre nella discesa libera fu 7ª e nello slalom speciale non completò la gara.

### Stagioni 2006-2007
Ai XX Giochi olimpici invernali di Torino 2006, dopo essere stata portabandiera della Svezia durante la cerimonia di apertura, vinse tre medaglie: l'oro nello slalom speciale e il bronzo sia nella discesa libera, sia nella combinata. Fu inoltre 12ª nel supergigante e 6ª nello slalom gigante. Quell'anno in Coppa del Mondo realizzò i suoi primati sia come punteggio generale (1.662 punti), sia come numero di podi (quindici, con otto vittorie), tuttavia non si aggiudicò la Coppa assoluta, che andò alla Kostelić con 1.970 punti, anche se vinse per la terza volta quella di slalom gigante.

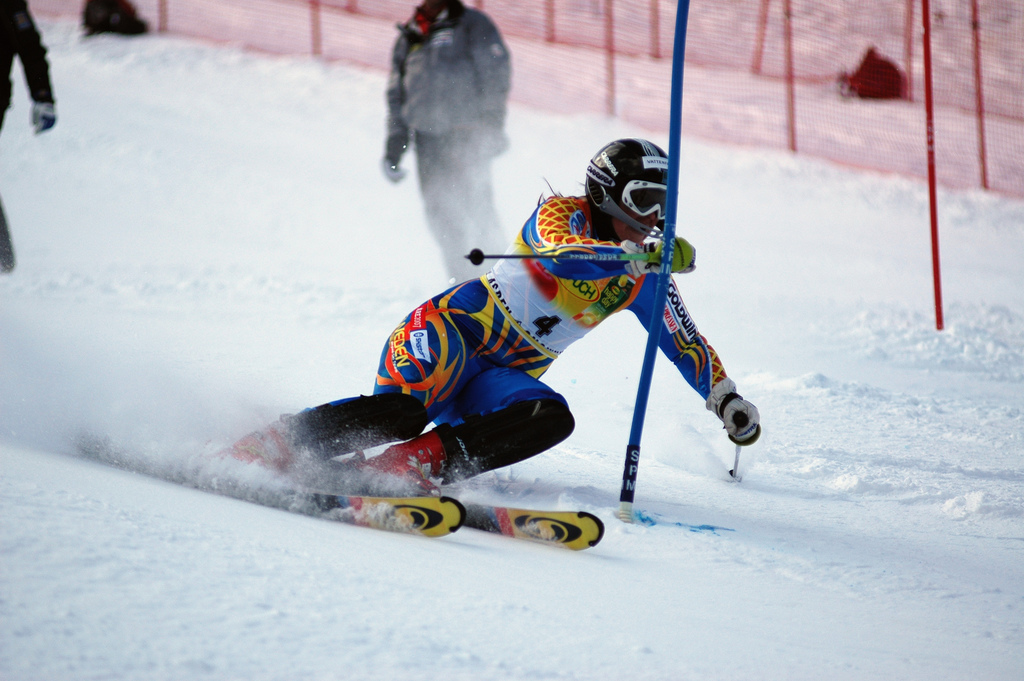
Anja Pärson in gara ad Aspen il 26 novembre 2006

Ai Mondiali di Åre 2007 vinse la medaglia d'oro nella discesa libera, nel supergigante e nella supercombinata, la medaglia d'argento nella gara a squadre, la medaglia di bronzo nello slalom speciale e non completò lo slalom gigante. Con la medaglia ottenuta nella discesa libera in quell'occasione, la Pärson divenne il primo sciatore a vincere l'oro iridato in tutte le cinque specialità dello sci alpino. In Coppa del Mondo fu 5ª nella classifica generale, con quattro podi (una vittoria).

### Stagioni 2008-2010
Dopo i Mondiali del 2007 le sue prestazioni calarono, alternando buoni periodi con gare deludenti; nella stagione 2007-2008 vinse comunque tre gare in Coppa del Mondo (cinque i podi complessivi) e si piazzò al 6º posto nella classifica generale. Durante la stagione 2008-2009 ritrovò una certa regolarità, che le permise di vincere l'ultima coppa di cristallo della sua carriera, la Coppa del Mondo di combinata; in classifica generale fu 3ª e i suoi podi furono sei (due le vittorie). Nel 2009 prese parte anche ai Mondiali di Val-d'Isère, dove non vinse alcuna medaglia: si classificò 12ª nella discesa libera, 15ª nello slalom gigante, 9ª nello slalom speciale e non completò supergigante e supercombinata.

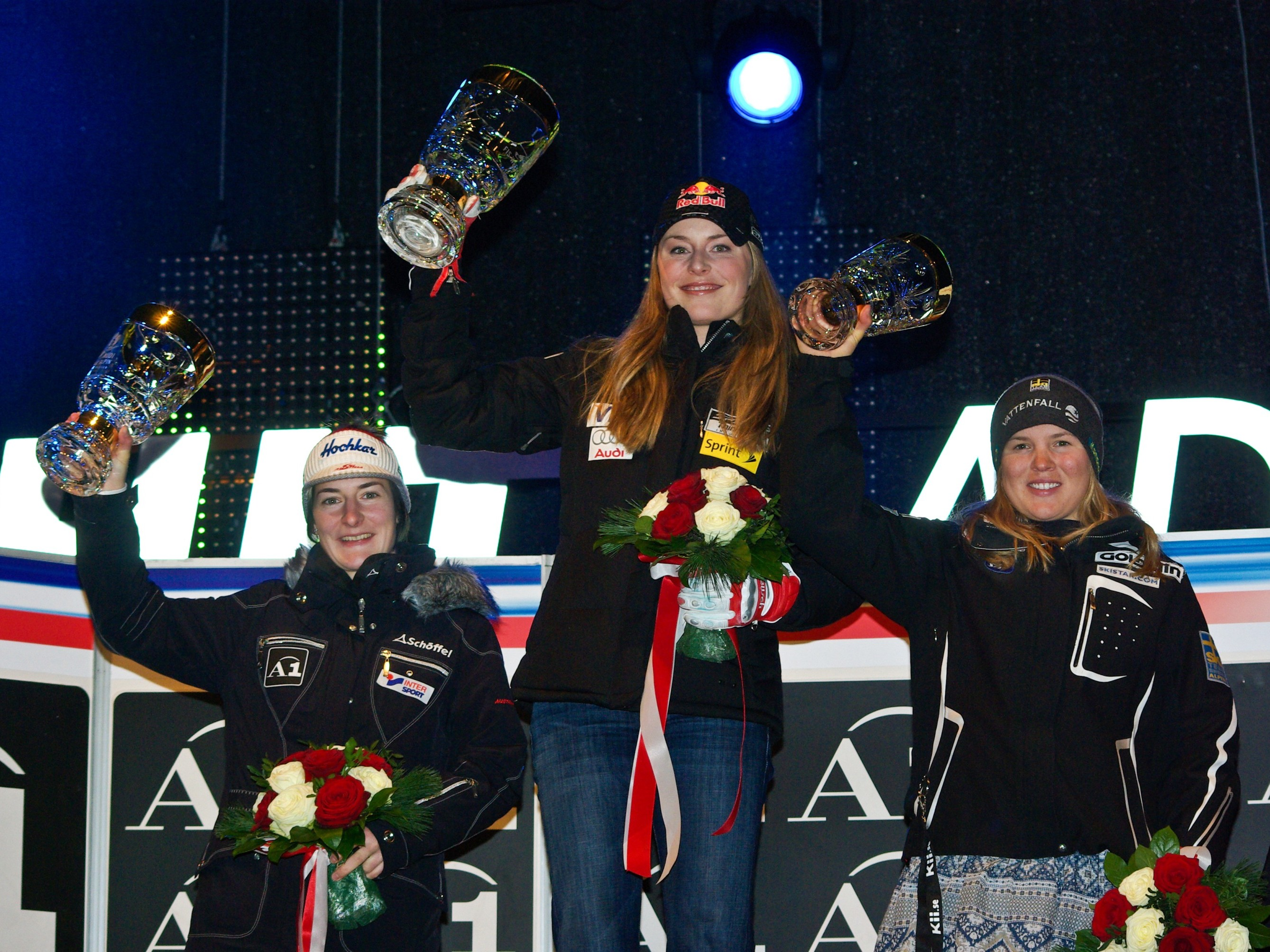
Anja Pärson (a destra) sul podio della supercombinata di Altenmarkt-Zauchensee del 17 gennaio 2009 che chiuse al terzo posto, insieme alla vincitrice, Lindsey Vonn (al centro), e alla seconda classificata, Kathrin Zettel (a sinistra)

Ai XXI Giochi olimpici invernali di Vancouver 2010 vinse la medaglia di bronzo nella supercombinata alle spalle di Maria Riesch e Julia Mancuso: con questo risultato raggiunse la Kostelić in testa alla classifica delle plurimedagliate olimpiche, entrambe a quota sei. In quella sua ultima partecipazione olimpica si classificò inoltre 11ª nel supergigante, 22ª nello slalom gigante e non completò la discesa libera e lo slalom speciale. Quell'anno in Coppa del Mondo fu 3ª sia nella classifica generale sia in quella di discesa libera e 2ª in quella di combinata; i suoi podi furono sette, con una vittoria.

### Stagioni 2011-2012
Nel 2011 aggiunse al palmarès due ulteriori medaglie, i bronzi iridati ottenuti nella supercombinata e nella gara a squadre ai Mondiali di Garmisch-Partenkirchen nei quali si piazzò anche 11ª nella discesa libera, 10ª nel supergigante e 9ª nello slalom gigante. In Coppa del Mondo in quella stagione 2010-2011, con la vittoria del 5 marzo 2011 nella discesa libera di Tarvisio, raggiunse il traguardo di aver vinto almeno una gara nel circuito per dieci stagioni consecutive, preceduta in questa classifica solo da Alberto Tomba e Vreni Schneider (primi a quota undici stagioni) e a pari merito con Renate Götschl e con il suo compaesano Stenmark. La vittoria di Tarvisio fu anche il suo ultimo podio in Coppa del Mondo; a fine stagione risultò 8ª in classifica generale, con tre podi.
Il 14 marzo 2012, durante le finali di Coppa del Mondo in corso a Schladming, annunciò il proprio ritiro dalle competizioni al termine della stagione; la sua ultima gara in carriera fu il supergigante del giorno successivo, che chiuse all'8º posto. In quella sua ultima annata di Coppa del Mondo non andò mai a podio e in classifica generale fu 32ª.

## Vita privata
Nel giugno 2012, Anja Pärson ha annunciato al programma radio svedese Sommar di avere una relazione con una donna da cinque anni: Filippa Rådin e di aspettare un figlio. Il bambino, Elvis, è nato il 4 luglio 2012. Il 2 agosto 2014, Anja Pärson e Filippa si sono sposate a Umeå, in Svezia. Il matrimonio è stato celebrato da Mona Sahlin leader del Partito Socialdemocratico dei Lavoratori di Svezia. Nel gennaio 2015, la coppia ha annunciato che Pärson era incinta del secondo bambino, Maximilian, nato nel maggio 2015.

## Palmarès

### Olimpiadi
- 6 medaglie:
  - 1 oro (slalom speciale a Torino 2006)
  - 1 argento (slalom gigante a Salt Lake City 2002)
  - 4 bronzi (slalom speciale a Salt Lake City 2002; discesa libera, combinata a Torino 2006; supercombinata a Vancouver 2010)

### Mondiali
- 13 medaglie:
  - 7 ori (slalom speciale a Sankt Anton am Arlberg 2001; slalom gigante a Sankt Moritz 2003; supergigante, slalom gigante a Bormio/Santa Caterina Valfurva 2005; discesa libera, supergigante, supercombinata a Åre 2007)
  - 2 argenti (combinata a Bormio/Santa Caterina Valfurva 2005; gara a squadre a Åre 2007)
  - 4 bronzi (slalom gigante a Sankt Anton am Arlberg 2001; slalom speciale a Åre 2007; supercombinata, gara a squadre a Garmisch-Partenkirchen 2011)

### Mondiali juniores
- 6 medaglie:
  - 4 ori (slalom gigante a Monte Bianco 1998; slalom speciale a Pra Loup/Le Sauze 1999; slalom gigante, slalom speciale a Québec 2000)
  - 2 bronzi (slalom speciale a Monte Bianco 1998; supergigante a Québec 2000)

### Coppa del Mondo
- Vincitrice della Coppa del Mondo nel 2004 e nel 2005
- Vincitrice della Coppa del Mondo di slalom gigante nel 2003, nel 2004 e nel 2006
- Vincitrice della Coppa del Mondo di slalom speciale nel 2004
- Vincitrice della Coppa del Mondo di combinata nel 2009
- 95 podi:
  - 42 vittorie
  - 30 secondi posti
  - 23 terzi posti

#### Coppa del Mondo - vittorie
| Data             | Località              | Paese       | Specialità |
| ---------------- | --------------------- | ----------- | ---------- |
| 3 dicembre 1998  | Mammoth Mountain      | Stati Uniti | SL         |
| 9 dicembre 2001  | Sestriere             | Italia      | SL         |
| 29 dicembre 2001 | Lienz                 | Austria     | SL         |
| 5 gennaio 2002   | Maribor               | Slovenia    | SL         |
| 6 gennaio 2002   | Maribor               | Slovenia    | SL         |
| 30 novembre 2002 | Aspen                 | Stati Uniti | SL         |
| 15 dicembre 2002 | Sestriere             | Italia      | KO-SL      |
| 19 gennaio 2003  | Cortina d'Ampezzo     | Italia      | GS         |
| 25 gennaio 2003  | Maribor               | Slovenia    | GS         |
| 26 gennaio 2003  | Maribor               | Slovenia    | SL         |
| 6 marzo 2003     | Åre                   | Svezia      | GS         |
| 28 novembre 2003 | Park City             | Stati Uniti | GS         |
| 29 novembre 2003 | Park City             | Stati Uniti | SL         |
| 16 dicembre 2003 | Madonna di Campiglio  | Italia      | SL         |
| 28 dicembre 2003 | Lienz                 | Austria     | SL         |
| 5 gennaio 2004   | Megève                | Francia     | SL         |
| 24 gennaio 2004  | Maribor               | Slovenia    | GS         |
| 25 gennaio 2004  | Maribor               | Slovenia    | SL         |
| 7 febbraio 2004  | Zwiesel               | Germania    | GS         |
| 8 febbraio 2004  | Zwiesel               | Germania    | SL         |
| 21 febbraio 2004 | Åre                   | Svezia      | GS         |
| 14 marzo 2004    | Sestriere             | Italia      | GS         |
| 23 novembre 2004 | Sölden                | Austria     | GS         |
| 23 gennaio 2005  | Maribor               | Slovenia    | SL         |
| 25 febbraio 2005 | San Sicario           | Italia      | SG         |
| 26 febbraio 2005 | San Sicario           | Italia      | DH         |
| 11 dicembre 2005 | Aspen                 | Stati Uniti | SL         |
| 22 dicembre 2005 | Špindlerův Mlýn       | Rep. Ceca   | SL         |
| 28 dicembre 2005 | Lienz                 | Austria     | GS         |
| 13 gennaio 2006  | Bad Kleinkirchheim    | Austria     | DH         |
| 27 gennaio 2006  | Cortina d'Ampezzo     | Italia      | SG         |
| 4 febbraio 2006  | Ofterschwang          | Germania    | GS         |
| 11 marzo 2006    | Levi                  | Finlandia   | SL         |
| 15 marzo 2006    | Åre                   | Svezia      | DH         |
| 15 marzo 2007    | Lenzerheide           | Svizzera    | SG         |
| 15 dicembre 2007 | Sankt Moritz          | Svizzera    | DH         |
| 16 dicembre 2007 | Sankt Moritz          | Svizzera    | SG         |
| 9 marzo 2008     | Crans-Montana         | Svizzera    | SC         |
| 19 dicembre 2008 | Sankt Moritz          | Svizzera    | SC         |
| 18 gennaio 2009  | Altenmarkt-Zauchensee | Austria     | DH         |
| 29 gennaio 2010  | Sankt Moritz          | Svizzera    | SC         |
| 5 marzo 2011     | Tarvisio              | Italia      | DH         |

Legenda:

DH = discesa libera

SG = supergigante

GS = slalom gigante

SL = slalom speciale

SC = supercombinata

KO-SL = KO slalom

### Coppa Europa
- Vincitrice della classifica di slalom gigante nel 1998
- 6 podi:
  - 2 vittorie
  - 1 secondo posto
  - 3 terzi posti

#### Coppa Europa - vittorie
| Data             | Località | Paese    | Specialità |
| ---------------- | -------- | -------- | ---------- |
| 25 gennaio 1998  | Rogla    | Slovenia | GS         |
| 21 febbraio 1998 | Abetone  | Italia   | GS         |

Legenda:

GS = slalom gigante

### Nor-Am Cup
- Miglior piazzamento in classifica generale: 37ª nel 1999
- 2 podi:
  - 2 secondi posti

### South American Cup
- Miglior piazzamento in classifica generale: 15ª nel 2005
- 1 podio:
  - 1 secondo posto

### Campionati svedesi
- 20 medaglie (dati parziali fino al 2004)[11][12]:
  - 10 ori (slalom gigante nel 1998; combinata nel 2000; discesa libera, combinata nel 2001; discesa libera, slalom gigante, combinata nel 2003; slalom gigante, slalom speciale nel 2005; discesa libera nel 2010)
  - 6 argenti (slalom gigante, slalom speciale nel 2000; slalom gigante, slalom speciale nel 2001; slalom speciale nel 2004; supergigante nel 2010)
  - 4 bronzi (slalom gigante, slalom speciale nel 2002; slalom speciale nel 2003; supergigante nel 2005)

## Statistiche

### Podi in Coppa del Mondo
| Stagione/Specialità | Discesa libera | Discesa libera | Discesa libera | Supergigante | Supergigante | Supergigante | Slalom gigante | Slalom gigante | Slalom gigante | Slalom speciale | Slalom speciale | Slalom speciale | Combinata | Combinata | Combinata | Podi totali |
| ------------------- | -------------- | -------------- | -------------- | ------------ | ------------ | ------------ | -------------- | -------------- | -------------- | --------------- | --------------- | --------------- | --------- | --------- | --------- | ----------- |
| Stagione/Specialità | 1º             | 2º             | 3º             | 1º           | 2º           | 3º           | 1º             | 2º             | 3º             | 1º              | 2º              | 3º              | 1º        | 2º        | 3º        | Podi totali |
| 1998                |                |                |                |              |              |              |                |                |                |                 |                 |                 |           |           |           | 0           |
| 1999                |                |                |                |              |              |              |                |                |                | 1               | 1               | 2               |           |           |           | 4           |
| 2000                |                |                |                |              |              |              |                |                |                |                 | 2               | 2               |           |           |           | 4           |
| 2001                |                |                |                |              |              |              |                | 3              | 2              |                 |                 | 1               |           |           |           | 6           |
| 2002                |                |                |                |              |              |              |                | 2              | 1              | 4               | 1               |                 |           |           |           | 8           |
| 2003                |                |                |                |              |              |              | 3              | 1              |                | 3               | 1               | 1               |           |           |           | 9           |
| 2004                |                |                |                |              |              |              | 5              | 1              |                | 6               | 1               |                 |           |           |           | 13          |
| 2005                | 1              |                |                | 1            | 1            | 1            | 1              | 2              | 1              | 1               | 1               |                 |           | 1         |           | 11          |
| 2006                | 2              |                |                | 1            |              |              | 2              | 2              | 1              | 3               | 1               | 1               |           | 2         |           | 15          |
| 2007                |                |                | 2              | 1            |              |              |                |                |                |                 | 1               |                 |           |           |           | 4           |
| 2008                | 1              | 1              |                | 1            |              |              |                |                |                |                 |                 |                 | 1         |           | 1         | 5           |
| 2009                | 1              |                | 2              |              | 1            |              |                |                |                |                 |                 |                 | 1         |           | 1         | 6           |
| 2010                |                | 1              | 2              |              | 1            | 1            |                |                | 1              |                 |                 |                 | 1         |           |           | 7           |
| 2011                | 1              | 1              |                |              | 1            |              |                |                |                |                 |                 |                 |           |           |           | 3           |
| 2012                |                |                |                |              |              |              |                |                |                |                 |                 |                 |           |           |           | 0           |
| Totale              | 6              | 3              | 6              | 4            | 4            | 2            | 11             | 11             | 6              | 18              | 9               | 7               | 3         | 3         | 2         | 95          |
| Totale              | 15             | 15             | 15             | 10           | 10           | 10           | 28             | 28             | 28             | 34              | 34              | 34              | 8         | 8         | 8         | 95          |

## Riconoscimenti
Nel 2006 e nel 2007 ha ricevuto la Medaglia d'oro dello Svenska Dagbladet, il premio assegnato dal quotidiano Svenska Dagbladet al miglior sportivo svedese dell'anno.